# Apostolos Nanos
Apostolos Nanos, född 5 februari 1966, är en grekisk bågskytt. Han deltog vid olympiska sommarspelen 2004.